# Hộp sọ Starchild
Hộp sọ Starchild (đứa trẻ đến từ các vì sao) là một phần của sọ người dị dạng của một đứa trẻ có khả năng tử vong do não úng thủy bẩm sinh. Hộp sọ này nhận được sự công khai rộng rãi sau khi nhà huyền bí học Lloyd Pye tuyên bố nó có nguồn gốc ngoài hành tinh.

## Tuyên bố của Lloyd Pye
Pye tuyên bố đã thu được hộp sọ từ di hài hai đứa trẻ Ray và Melanie vùng El Paso, Texas, vào tháng 2 năm 1999, nói rằng hộp sọ được tìm thấy khoảng năm 1930 trong một đường hầm mỏ khoảng 100 dặm (160 km) về phía tây nam Chihuahua, Mexico, chôn cùng với một bộ xương người bình thường đã lộ ra và nằm ngửa trên bề mặt của đường hầm.
Pye tuyên bố hộp sọ là đứa con lai của một sinh vật ngoài hành tinh và một con người.

## Đánh giá bằng chứng
Một nha sĩ đã kiểm tra hàm trên bên phải được tìm thấy với hộp sọ xác định rằng hộp sọ là của một đứa trẻ từ 4,5 đến 5 tuổi. Tuy nhiên, thể tích bên trong hộp sọ Starchild là 1.600 phân khối, lớn hơn 200 cm³ so với não người trưởng thành trung bình và lớn hơn 400 cm³ so với người trưởng thành có cùng kích thước. Ổ mắt có hình bầu dục và nông, với dây thần kinh thị giác nằm gần đáy ổ mắt hơn so với phía sau. Không có xoang trán. Hộp sọ bao gồm calcium hydroxyapatite, chất liệu bình thường của xương động vật có vú.
Nhà thần kinh học Steven Novella của Trường Y Đại học Yale nói rằng cranium thể hiện tất cả các đặc điểm của một đứa trẻ đã chết do não úng thủy bẩm sinh, và biến dạng sọ là kết quả của sự tích tụ dịch não tủy trong hộp sọ.
Xét nghiệm DNA vào năm 1999 tại BOLD (Cục Nha khoa Pháp lý), một phòng thí nghiệm DNA pháp y ở Vancouver, British Columbia, đã tìm thấy nhiễm sắc thể X và Y tiêu chuẩn trong hai mẫu lấy từ hộp sọ. Novella xem xét "bằng chứng thuyết phục" này rằng đứa trẻ là cả nam và người, và cả cha mẹ của anh ta đều phải là con người để mỗi người đóng góp một trong những nhiễm sắc thể giới tính của con người.
Thử nghiệm DNA thêm vào năm 2003 tại Trace Genetics, chuyên trích xuất DNA từ các mẫu cổ xưa, DNA ty thể bị cô lập từ cả hai hộp sọ được phục hồi. Đứa trẻ thuộc nhóm đơn bội C. Vì DNA ty thể được thừa hưởng độc quyền từ người mẹ, nên nó có thể theo dõi dòng dõi của mẹ của con cái. Do đó, xét nghiệm DNA đã xác nhận rằng mẹ của đứa trẻ là giống cái thuộc nhóm đơn bội C. Tuy nhiên, con cái trưởng thành được tìm thấy cùng với đứa trẻ thuộc về nhóm đơn bội A. Cả hai kiểu gen đơn bội đều là nhóm đơn bội đặc trưng của người Mỹ bản địa, nhưng nhóm đơn bội khác nhau cho mỗi hộp sọ cho thấy con cái trưởng thành không phải là mẹ của đứa trẻ này.
Nhà nghiên cứu siêu linh Ben Radford tuyên bố rằng "bất cứ điều gì không thể giải thích ngay lập tức hoặc rõ ràng được hiểu là một bí ẩn khó hiểu, thường có ý nghĩa huyền bí.... Suy đoán khoa học viễn tưởng là thú vị nhưng không nên làm lu mờ khoa học thực sự và ý nghĩa của những câu chuyện này".

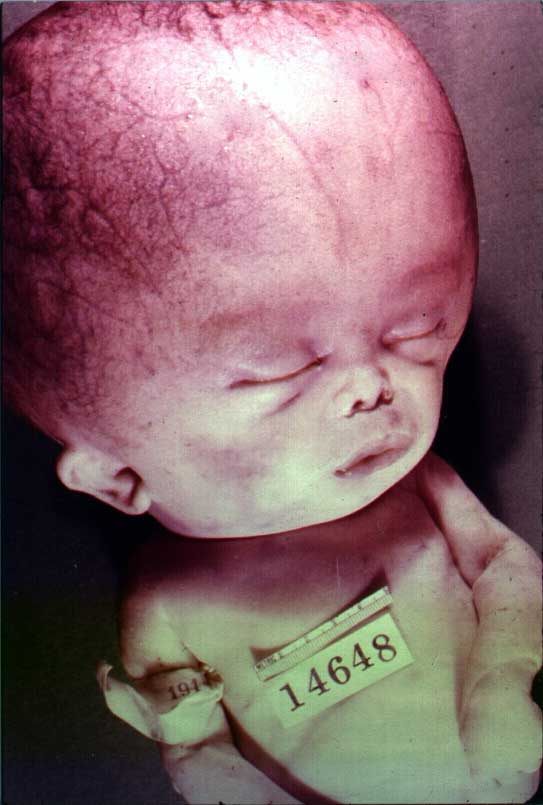
Trẻ nhỏ bị não úng thủy thường có một cái đầu lớn bất thường, vì áp lực chất lỏng làm cho xương sọ cá nhân phình ra bên ngoài.
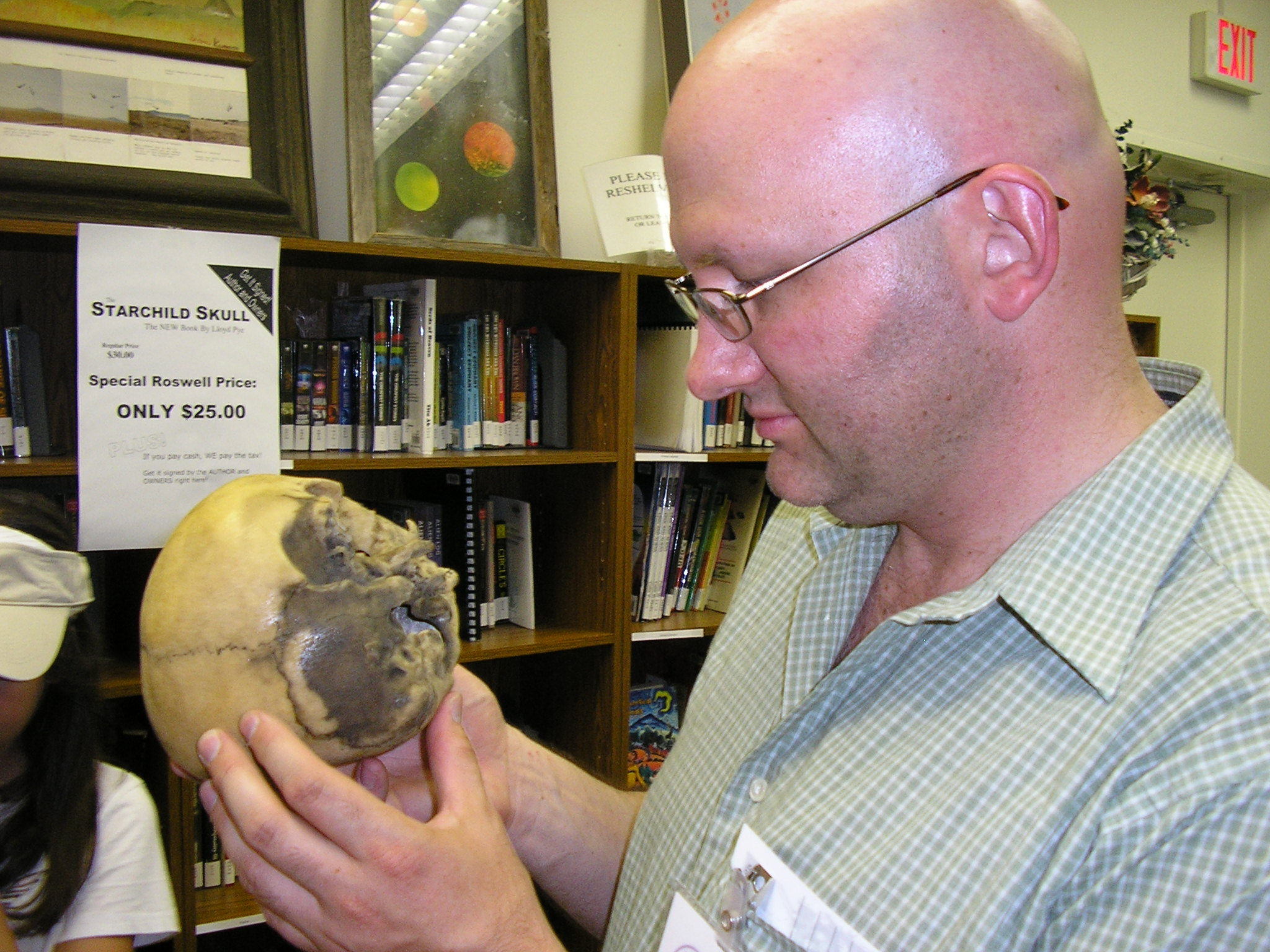
Ben Radford kiểm tra một bản sao của "Hộp sọ Starchild," được cho là người ngoài hành tinh/người lai, tại Lễ hội UFO Roswell.